# Traité de Budapest
Le traité de Budapest sur la reconnaissance internationale du dépôt des micro-organismes aux fins de la procédure de brevets, ou traité de Budapest, est un traité international signé à Budapest, en Hongrie, le 28 avril 1977. Il est entré en vigueur le 19 août 1980 et a ensuite été modifié le 26 septembre 1980.
Ce traité se caractérise essentiellement par le fait qu’un État contractant qui autorise ou exige le dépôt de micro-organismes aux fins de la procédure en matière de brevets doit reconnaître, à cet effet, le dépôt d’un micro-organisme auprès de toute « autorité de dépôt internationale », que celle-ci soit située ou non sur son territoire.
Le traité de Budapest est administré par l'Organisation mondiale de la propriété intellectuelle (OMPI).

## Parties prenantes
En décembre 2023, 89 pays étaient parties au traité de Budapest. L'adhésion au traité est ouverte aux États membres de la convention de Paris pour la protection de la propriété industrielle de 1883. L'Organisation régionale africaine de la propriété industrielle (ARIPO), l'Organisation eurasienne des brevets (OEAB) et l'Organisation européenne des brevets (OEB) ont déposé une déclaration d'acceptation en vertu de l'article 9(1)(a) du traité.

## Contenu
Le traité permet que « les dépôts de micro-organismes auprès d'une autorité de dépôt internationale soient reconnus aux fins de la procédure de brevet ». Habituellement, afin de satisfaire à l'exigence légale de suffisance de l'exposé, les demandes de brevet et les brevets doivent divulguer dans leur description l'objet de l'invention d'une manière suffisamment claire et complète pour être réalisée par l'homme du métier. Lorsqu'une invention implique un micro-organisme, il est généralement impossible de décrire complètement ladite invention dans la description pour permettre à des tiers de l'implémenter. C'est pourquoi, dans le cas particulier des inventions impliquant des micro-organismes, un dépôt de matériel biologique doit être effectué dans un établissement reconnu. Le traité de Budapest garantit qu'un demandeur, c'est-à-dire une personne qui demande un brevet, n'a pas besoin de déposer le matériel biologique dans tous les pays où il souhaite obtenir un brevet. Le demandeur n'a qu'à déposer le matériel biologique auprès d'une seule institution reconnue, et ce dépôt sera reconnu dans tous les pays parties au traité de Budapest.

### Autorité de dépôt internationale
Les dépôts sont effectués auprès d'une autorité de dépôt internationale (IDA) conformément aux règles du traité au plus tard à la date de dépôt de la demande complète du brevet. L'article 7 du traité de Budapest décrit les conditions requises pour qu'une organisation puisse devenir une autorité de dépôt internationale.
Au 23 juillet 2018, il y avait 47 IDA dans environ 25 pays à travers le monde. Le 25 avril 2024, il existait 50 autorités de dépôt internationales : sept au Royaume-Uni, quatre en république de Corée, trois en Chine, aux États-Unis d’Amérique, en Inde, en Italie et en Pologne, deux en Australie, en Espagne, dans la fédération de Russie et au Japon, et une en Allemagne, en Belgique, en Bulgarie, au Canada, au Chili, en Finlande, en France, en Hongrie, en Lettonie, au Maroc, au Mexique, aux Pays-Bas (Royaume des), au Portugal, en République tchèque, en Slovaquie et en Suisse.

### Objet déposable
Les IDA ont accepté des dépôts pour du matériel biologique qui ne relève pas d'une interprétation littérale du terme « micro-organisme ». Le traité ne définit pas ce qu'on entend par « micro-organisme ». En pratique, le terme “micro-organisme” est interprété au sens large et désigne le matériel biologique dont le dépôt est nécessaire aux fins de la divulgation, notamment pour les inventions relevant du domaine de l’alimentation ou du domaine pharmaceutique.
La gamme de matériels pouvant être déposés en vertu du traité de Budapest comprend :
- des cellules, par exemple des bactéries, des champignons, des lignées cellulaires eucaryotes, des spores de plantes ;
- des vecteurs génétiques (tels que des plasmides ou des vecteurs bactériophages ou des virus) contenant un gène ou des fragments d'ADN ;
- des organismes utilisés pour l’expression d’un gène (fabrication de la protéine à partir de l’ADN).

Il existe de nombreux types de systèmes d'expression:
- levures, algues, protozoaires, cellules eucaryotes, lignées cellulaires, hybridomes, virus, cellules de tissus végétaux, spores et hôtes contenant des matériaux tels que des vecteurs, des organites cellulaires, des plasmides, de l'ADN, de l'ARN, des gènes et des chromosomes
- acides nucléiques purifiés ou
- dépôts de matériaux difficilement classifiables comme micro-organismes, tels que l'ADN, l'ARN ou les plasmides « nus »